# 諾福克 (麻薩諸塞州)
諾福克（英語：Norfolk）是一個位於美國麻薩諸塞州諾福克縣的鎮。

## 人口
根據2020年美國人口普查的數據，諾福克的面積為39.30平方千米，當中陸地面積為38.40平方千米，而水域面積為0.90平方千米。當地共有人口11662人，而人口密度為每平方千米297人。